# Frontier Bulldog

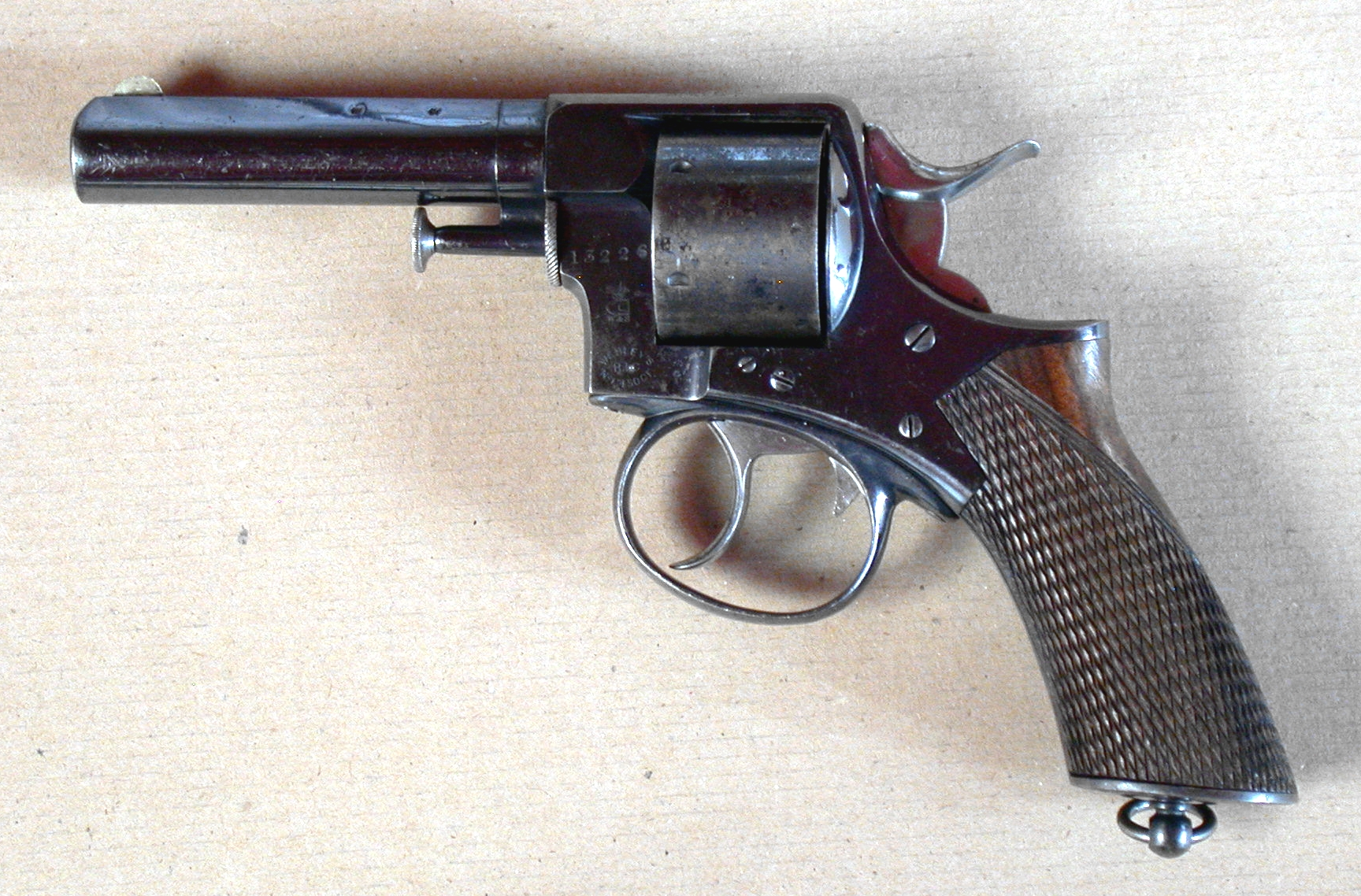
Le Webley RIC que copie fidèlement le Frontier Bulldog

Le « Frontier Bull Dog » est revolver belge datant de la Belle Époque. Il emprunte son nom au Webley Bulldog.

## Description
C'est une copie du Webley RIC en calibre .44 Webley ou .450 Revolver. Il a un cadre fermé. Son barillet non basculant est complété par un extracteur par tige et une portière de chargement à droite. Il fonctionne en double action. Sa visée est fixe. Son canon est de forme ronde. Sa poignée est quadrillée et comprend un anneau.

## Diffusion
Construit par la firme liégeoise J.B. Rongé & fils, il fut essentiellement vendu aux États-Unis d'Amérique par des entreprises de vente par correspondance comme Sears, Roebuck and Company et Montgomery Ward & Co à bas prix (3,80-3,85 US$ contre 12 $ pour un S&W .44 Double Action de même taille).

## Données numériques
- Encombrement : 250-270 mm de long pour 910-990 g.
- Canon : 120-140 mm.
- Barillet : 6 coups.

## Sources et bibliographie en langue française
- B. Meyer, L'âge d'or des armes à feu à travers les vieux catalogues, Éditions du Portail, 1994.
- G. Lecoeur et M. Léger, R.I.C. et Bull Dog : Et leurs dérivés, Crépin-Leblond, 2008.
- J.R. Clergeau, Les armes de nos grands-pères (1865-1927). Merveilles des vieux catalogues, Argout-Éditions, 1977.
- Les Revolvers de type "Bulldog" expliqués Ebook par Gérard Henrotin (HLebooks.com, 2013)